# Łabędź (Ksawerów)
Łabędź – dawna wieś, obecnie część wsi sołeckiej Ksawerów w Polsce w województwie świętokrzyskim, w powiecie pińczowskim, w gminie Działoszyce.
W latach 1975–1998 miejscowość administracyjnie należała do województwa kieleckiego. Do 1954 Łabędź stanowił gromadę w gminie Sancygniów, w latach 1954-1972 znajdował się w gromadzie Biedrzykowice, a 1973–1976 w gminie Stępocice. Od 1976 w gminie Działoszyce.
Pod koniec XIX w. Łabędź był kolonią i osadą fabryczną w gminie Sancygniów i należał do parafii Działoszyce. Była tam fabryka cykoryi, która w 1876 r. wyrobiła 30000 pudów, wartości 20000 rs. Kolonia ta należała do dóbr Chmielów. Położona obok była kolonia Ksawerów, w której była fabryka mydła i świec, należała do gminy i parafii Sancygniów.